# Szebenyi Péter
Szebenyi Péter (Budapest, 1933. augusztus 3. – Budapest, 2001. december 18.) magyar neveléstudós, egyetemi tanár, a Magyar Tudományos Akadémia doktora. Úttörő szerepet játszott a történelemtanítás módszertanának fejlődéspszichológiai megalapozásában, a társadalomtudományi oktatás tantervi megújításában, a közoktatás rendszerszintű fejlesztésében.

## Gyermekkora
Asszimiláns zsidó családban született, apja Szebenyi (Landeszman) Sándor sportújságíró, anyja Nagel Rózsa varrónő volt. A vészkorszakot öccsével, Gáborral és szüleivel a budapesti gettóban élte túl, a szerencse mellett apja társadalmi kapcsolatainak és a nyilasokkal szembeni bátorságának köszönhetően.

## Életpályája
Egyetemi tanulmányait 1951-ben az Eötvös Loránd Tudományegyetem Bölcsészettudományi Karának Lenin Intézetében kezdte, majd ugyanazon kar történelem szakán folytatta. A diploma megszerzése után 1955-ben került a Szegedi Egyetemre tanársegédként, de 1957-ben elbocsátották, mert védelmezni próbálta a forradalmi eseményekben résztvevő diákjait.
1957–1964 között általános iskolai tanár, 1964 és 1990 között az Országos Pedagógiai Intézet munkatársa, 1990–1992 között az Országos Közoktatási Intézet tudományos tanácsadója, 1992–1997 között a Fővárosi Pedagógiai Intézet igazgatója, 1998-tól haláláig a József Attila (2000-től: Szegedi) Tudományegyetem professzora volt. 1986-tól az MTA Tudományos Minősítő Bizottsága Pedagógiai Szakbizottságának titkára, 1991-től elnöke volt, majd 1995-től az MTA Doktori Tanácsa Pedagógiai Szakbizottságának elnöke lett. 
1964-ben szerzett egyetemi doktorátust az ELTE-n, 1978-ban az MTA kandidátusa, 1994-ben az MTA doktora lett, 1997-ben a szegedi József Attila Tudományegyetemen habilitált. 

## Munkássága
Tantervfejlesztési tevékenységének eredményei két országos hatókörű dokumentumban jelentek meg. Az 1978-as általános iskolai reformtantervnek ő volt a főszerkesztője, így fontos szerepe volt abban, hogy a követelményrendszer középpontba állításával a nemzetközi trendeknek megfelelő alapokra helyeződjék a hazai tantervtervezés. Az 1995-ben bevezetett első Nemzeti alaptantervnek nemcsak főszerkesztője, de koncepciójának kidolgozója is volt, mely a központi és a helyi tanterv egyensúlyán alapult. Ez a későbbiektől teljesen eltérő eredeti változat fontos részét képezte a közoktatás strukturális, mégpedig a decentralizáció irányába mutató átalakításának, melynek részletes tervezetén 1981-től hosszú évekig egyedül, később másokkal dolgozott. A szakfelügyelet helyett a szaktanácsadás bevezetését is elsőként szorgalmazta, az erről szóló részletes tervezete mögött történeti és nemzetközi kutatásai, továbbá egy négyéves kísérleti periódus húzódott meg.
Alapító tagja volt a rendszerváltás időszakában létrejövő Történelemtanárok Egyletének. Elsőszámú érdeklődési körébe a történelemtanítás módszertana kezdettől fogva szorosan beletartozott. Nagyobb ívű korai kutatásai, mint a tanulók történelmi fogalmainak fejlődése vagy a történelemtanítás hazai története, illetve a fejlődéslélektani alapokon nyugvó, a tanulói aktivitást serkentő taneszközei, továbbá a múltismeret mellett a jelenismeret tantervbe építése mutatják, hogy ő volt a hazai történelemmetodika, valamint a társadalomtudományi nevelés első számú hazai képviselője. Tankönyvírói munkássága ehhez a területhez kapcsolódott. 

## Nemzetközi kapcsolatrendszere
1971-ben részt vett az amerikai szakértők által vezetett, tantervelméleti körökben nevezetesnek tartott grännai tantervi szemináriumon. Saját elmondása szerint meghatározó szakmai élményt jelentett számára, ugyanakkor jelentősen hozzájárult nyugati kapcsolatainak kiépüléséhez. Számos esetben tartott meghívottként külföldön előadást. Többek között 1990-ben Londonban az angol pedagógiai kutatók egyesületének vendégeként; 1991-ben Oxfordban az egyetem Összehasonlító Pedagógiai Tanszékének meghívására; 1992-ben a Georg Eckert Intézet felkérésére Braunschweigben; ugyancsak akkor az Amszterdami Egyetem meghívására, majd 1993-ban a Rotterdami Pedagógiai Intézet vendégeként Hollandiában. 1995-ben a Tokióban székelő japán Tantervi Intézet és az amerikai Minnesotai Egyetem kérte fel előadónak. Bonnban a Making Democracy Work, valamint Bécsben az UNESCO által szervezett Civic Education in Central and Eastern European Countries című nemzetközi konferenciákon vezetett munkacsoportot. Ugyanebben az évben egy Vilniusban rendezett OECD-konferencián  a szervezet szakértőjeként vett részt. 1997-ben Melbourne-ben az Australian Council of Educational Research meghívására tartott előadást. 1998 februárjában a bécsi I. Nemzetközi Szakfelügyelői Konferencián képviselte Magyarországot. 
Tagja volt az angol Standing Conference on Studies in Education szervezetének (amely 1992-ben Angliában folytatott kutatásait anyagilag is támogatta), az International Society for History Didactics és az amerikai National Council for the Social Studies, valamint az Association for Supervision and Curriculum Development társaságoknak, továbbá az European Association for Research on Learning and Instruction szervezetnek. 
A legnagyobb nemzetközi elismerésnek azonban azt tartotta, hogy James P. Shaver szerkesztő őt kérte fel a Research on Social Studies in Eastern Europe című fejezet megírására, mely a Handbook of Research on Social Studies Teaching and Learning címet viselő 650 oldalas nagy formátumú kiadványban jelent meg a Macmillan-nél. 
11 könyve, összesen mintegy 200 publikációja jelent meg, köztük 50 külföldön. Témáik: a történelem és a társadalomtudományok tanításának módszertana, általános tantervi kérdések, tanárképzés és továbbképzés, szakfelügyelet-szaktanácsadás.
Két tudományos ösztöndíjasa védte meg sikerrel értekezését, nyerte el a neveléstudomány kandidátusa fokozatot. 

## Elismerései
1995-ben Apáczai Csere János-díjat kapott.
2002-ben posztumusz Kiss Árpád-díjjal tüntették ki.

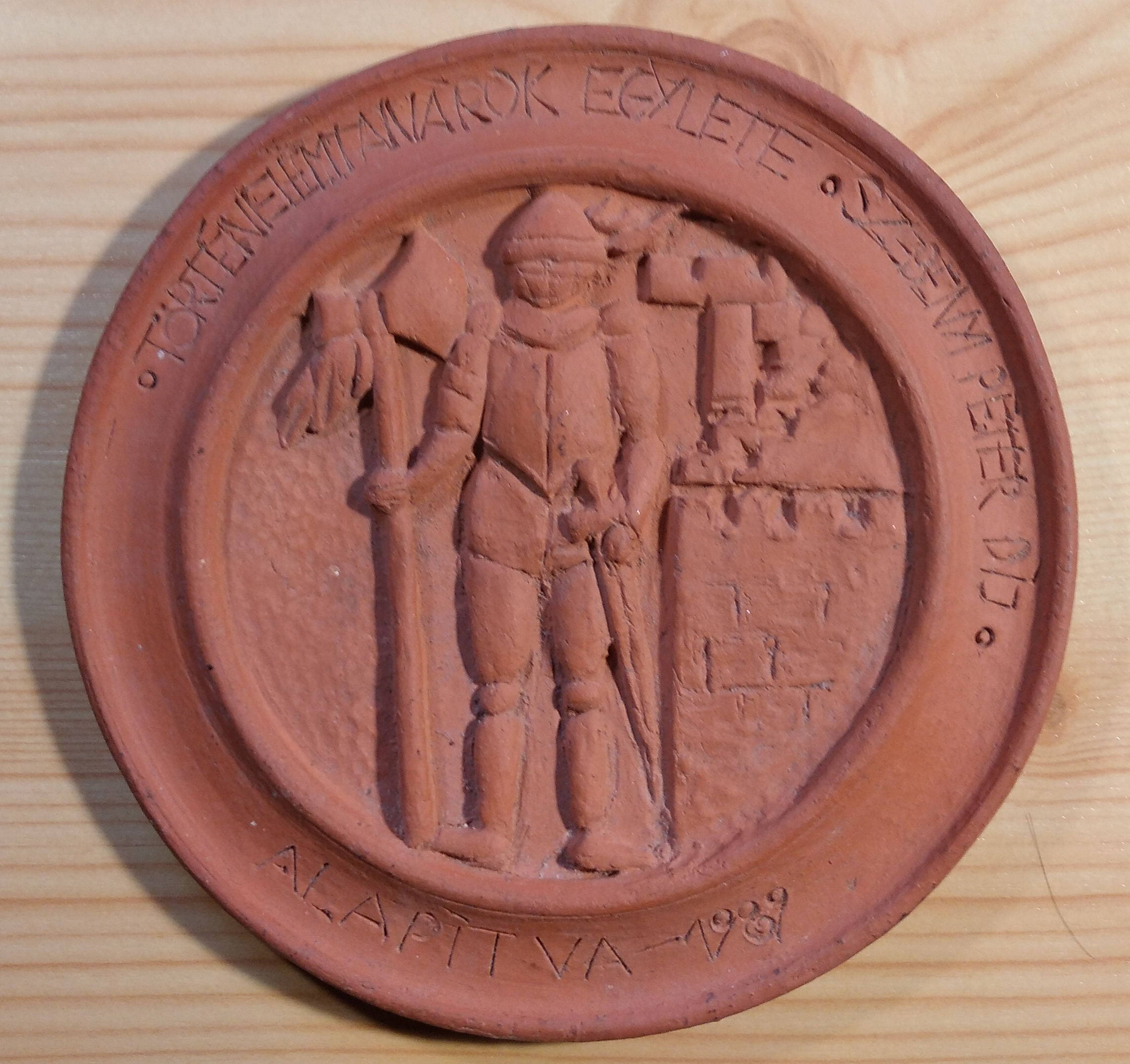
A Szebenyi Péter-plakett

## Emlékezete
A Történelemtanárok Egylete 2002-ben Szebenyi Péter-díjat hozott létre azon személyiségek elismerésére, akik sokat tettek a történelemtanítás színvonalának emeléséért.

## Művei (válogatás)
- Csoportmunka az általános iskolai történelemtanításban. OPI, Budapest, 1969
- Feladatok – módszerek – eszközök. Visszapillantás a hazai történelemtanítás múltjára. Tankönyvkiadó, Budapest, 1970
- A tanulók történelmi fogalmainak fejlődése. Tankönyvkiadó, Budapest, 1976 (Eperjessy Gézával)
- Történelemtanításunk a korszerűsítés útján. Tankönyvkiadó, Budapest, 1978
- A rendszeres iskolai történelemtanítás és a történelemmetodika kezdetei Magyarországon (1650–1848). Budapest, 1989
- Történelemtanítás Angliában. Akadémiai Kiadó, Budapest, 1989
- Research on Social Studies in Eastern Europe. In: Handbook of Research on Social Studies Teaching and Learning. Ed. James P. Shaver. Macmillan Publishing Company, 1991
- Válaszúton a szakfelügyelet. Akadémiai Kiadó, Budapest, 1993
- Válogatott pedagógiai írások. Szerk.: Mátrai Zsuzsa. ELTE Eötvös Kiadó, 2012